# Zaniemyśl (gemeente)
De gemeente Zaniemyśl is een landgemeente in het Poolse woiwodschap Groot-Polen, in powiat Średzki (Groot-Polen).
De zetel van de gemeente is in Zaniemyśl.
Op 30 juni 2004 telde de gemeente 6163 inwoners.

## Oppervlakte gegevens
In 2002 bedroeg de totale oppervlakte van gemeente Zaniemyśl 106,76 km², waarvan:
- agrarisch gebied: 65%
- bossen: 25%

De gemeente beslaat 17,13% van de totale oppervlakte van de powiat.

## Demografie
Stand op 30 juni 2004:
| Omschrijving                   | Totaal | Totaal | Vrouwen | Vrouwen | Mannen | Mannen |
| ------------------------------ | ------ | ------ | ------- | ------- | ------ | ------ |
| eenheid                        | aantal | %      | aantal  | %       | aantal | %      |
| inwoners                       | 6163   | 100    | 3191    | 51,8    | 2972   | 48,2   |
| bevolkingsdichtheid (inw./km²) | 57,7   | 57,7   | 29,9    | 29,9    | 27,8   | 27,8   |

In 2002 bedroeg het gemiddelde inkomen per inwoner 1428,74 zł.

## Administratieve plaatsen (sołectwo)
Bożydar, Brzostek, Czarnotki, Jaszkowo, Jeziory Wielkie, Kępa Wielka, Luboniec, Lubonieczek, Łękno, Mądre, Pigłowice, Płaczki, Polesie, Polwica, Śnieciska, Winna, Zaniemyśl, Zwola.

## Overige plaatsen
Dębice, Dobroczyn, Doliwiec Leśny, Huby, Jeziorskie Huby, Jeziory Małe, Kępa Mała, Ludwikowo, Majdany, Pigłowskie Huby, Polwica-Huby, Potachy, Wyszakowo, Wyszakowskie Huby, Zofiówka.

## Aangrenzende gemeenten
Kórnik, Krzykosy, Książ Wielkopolski, Śrem, Środa Wielkopolska